# One Love: The Very Best of Bob Marley & The Wailers
One Love: The Very Best of Bob Marley & The Wailers è una raccolta postuma di brani di Bob Marley & the Wailers, pubblicata nel 2001.

## Tracce
1. Stir It Up – 3:36 (Bob Marley)
2. Get Up, Stand Up – 3:17 (Bob Marley, Peter Tosh)
3. I Shot the Sheriff – 3:52 (Bob Marley)
4. Lively Up Yourself – 5:10 (Bob Marley)
5. No Woman, No Cry – 7:08 (Vincent Ford) – live
6. Roots, Rock, Reggae – 3:37 (Bob Marley)
7. Exodus – 4:29 (Bob Marley)
8. Jamming – 3:35 (Bob Marley)
9. Waiting in Vain – 4:11 (Bob Marley)
10. Three Little Birds – 3:00 (Bob Marley)
11. Turn Your Lights Down Low – 3:39 (Bob Marley)
12. One Love/People Get Ready – 2:52 (Bob Marley, Curtis Mayfield)
13. Is This Love (Bob Marley & The Wailers) – 3:52 (Bob Marley)
14. Sun Is Shining – 4:57 (Bob Marley)
15. So Much Trouble in the World – 4:00 (Bob Marley)
16. Could You Be Loved – 3:55 (Bob Marley)
17. Redemption Song – 3:37 (Bob Marley) – band version
18. Buffalo Soldier – 2:44 (Bob Marley, N.G. Williams)
19. Iron Lion Zion – 3:09 (Bob Marley)
20. I Know a Place – 3:19 (Bob Marley, Rita Marley) – remix

Durata totale: 77:59

### Musicisti
- Bob Marley: voce, chitarra, percussioni
- Peter McIntosh: pianoforte, organo, chitarra, coro
- Bunny Livingston: congas, bongos, coro
- Aston Barrett: basso, percussioni
- Carlton Barrett: batteria, percussioni
- Ear Lindo: tastiera, percussioni, coro
- Alvin Petterson: percussioni
- Bernard Harvey: pianoforte, organo
- Joe Higgs: percussioni, coro
- Al Anderson: chitarra
- Earl Smith: chitarra, percussioni
- Donald Kinsey: chitarra
- Julian Marvin: chitarra, coro
- Rita Marley: coro
- Marcia Griffiths: coro
- Judy Mowatt: coro